# Comité Olímpico Helénico
El Comité Olímpico Helénico (en griego: Ελληνική Ολυμπιακή Επιτροπή, romanizado: Ellinikí Olimpiakí Epitropí) es una organización que se encarga de regular los deportes en Grecia desde su fundación el 3 de febrero de 1894 en Atenas, Grecia.
Este organismo representa a la nación griega en el Comité Olímpico Internacional (COI) desde 1895 y tiene el objetivo de gestionar la organización y la mejora del deporte en Grecia y en particular, la preparación de los atletas griegos, para que puedan participar en los Juegos Olímpicos. El comité también forma parte de los Comités Olímpicos Europeos. Esta es una de las más antiguas federaciones deportivas olímpicas en el mundo, siendo fundada en 1894 y reconocida por el COI en 1895.
La creación de este comité fue facilitado por la organización de los Juegos Olímpicos de Atenas 1896, los primeros Juegos Olímpicos de la era moderna, que se celebraron en la capital griega en 1896.
El actual presidente de la organización es Spyros Capralos, mientras que el cargo de secretario general está ocupado por Emmanuel Karsiadakis.